# Brodzkie Młyny
Brodzkie Młyny – przystanek osobowy w Gniewie w powiecie tczewskim.

## Położenie
Stacja jest położona w północno-zachodniej części Gniewu w dzielnicy Brodzkie Młyny, dawniej w miejscowości Brodzkie Młyny.

## Historia

### 1905-1945
Kolej dotarła do Brodzkich Młynów w 1905 roku.

### po 1989
W 1989 roku zawieszono pociągi pasażerskie, a w 1992 roku linia  została pozbawiona ruch towarowego.

## Linia kolejowa
Przez Brodzkie Młyny przebiega lokalna linia kolejowa 244 łącząca Morzeszczyn z Gniewem. Linia ta została wykreślona z ewidencji PLK.

## Pociągi

### Pociągi osobowe
Obecnie nie kursują

### Ruch towarowy
Obecnie nie kursują

## Infrastruktura

### Dworzec
Budynek dworca jest niewielki parterowy. Został zbudowany z cegły, jest kryty dachówką. Główna część jest piętrowa.

### Peron
Peron jest zarośnięty trawą, jest niezadaszony.